# Schizotricha crassa
Schizotricha crassa is een hydroïdpoliep uit de familie Halopterididae. De poliep komt uit het geslacht Schizotricha. Schizotricha crassa werd in 2004 voor het eerst wetenschappelijk beschreven door Peña Cantero & Vervoort. 